# Asplenium daghestanicum
Asplenium daghestanicum är en svartbräkenväxtart. Asplenium daghestanicum ingår i släktet Asplenium och familjen Aspleniaceae.

## Underarter
Arten delas in i följande underarter:
- A. d. daghestanicum
- A. d. hunzanum
- A. d. iskardense